# محوطه کلاته شاهپوری
محوطه کلاته شاهپوری مربوط به دوران پیش از تاریخ ایران باستان است و در شهرستان نهبندان، روستای کلاته شاهپوری واقع شده و این اثر در تاریخ ۷ مهر ۱۳۸۱ با شمارهٔ ثبت ۶۴۳۳ به‌عنوان یکی از آثار ملی ایران به ثبت رسیده است.